# Willy Lardon
Willy Lardon (* 2. Mai 1916 in Court; † 14. Juli 1994 ebenda) war ein Schweizer Freistilringer und Schwinger.

## Werdegang
Willy Lardon stammte aus Court bei Moutier in der Schweiz. Er begann in Court als Jugendlicher mit dem Schweizer Nationalsport Schwingen und wenig später auch mit dem Freistilringen, das er ebenfalls sehr ernsthaft betrieb. Er profitierte davon, dass Freistilringen und Schwingen verwandte Sportarten sind, die beide Beinangriffe erlauben.
Während er im Schwingen an den nur in der Schweiz stattfindenden Wettkämpfen teilnahm, betrieb er das Freistilringen auch auf der internationalen Ringermatte. Bereits im Jahre 1937 startete er als 21-Jähriger bei der Europameisterschaft in München im Schwergewicht. Er besiegte dabei unter anderem den tschechischen Silbermedaillengewinner der Olympischen Spiele 1936 in Berlin Josef Klapuch und unterlag erst im Final dem deutschen Meister Kurt Hornfischer aus Nürnberg, der in München seinen vierten Europameistertitel gewann.
1937 kam es in Bern zu einem Länderkampf im Freistilringen zwischen der Schweiz und Deutschland. Willy Lardon verlor dort im Schwergewicht gegen Kurt Hornfischer nach Punkten. In einem weiteren Länderkampf Deutschland gegen die Schweiz 1939 in Mannheim glückte Willy Lardon mit einem Punktsieg über Kurt Hornfischer die Revanche.
Willy Lardon hatte dann das Pech, dass 1938 und 1939 infolge der instabilen politischen Situation und ab 1940 infolge des Zweiten Weltkrieges keine Europameisterschaften im Freistilringen mehr stattfanden. Erst neun Jahre nach seinem Debüt bei internationalen Meisterschaften konnte er 1946 in Stockholm wieder an einer Europameisterschaft teilnehmen. In Stockholm gelangen ihm zwei Siege über sehr starke Gegner. Im Endkampf unterlag er aber dem neuen schwedischen Ringerstar Bertil Antonsson und wurde wieder Vize-Europameister.
Auch bei den Olympischen Spielen 1948 in London erhoffte sich Lardon eine Medaille. Er kam aber dort nicht zurecht, verlor beide Kämpfe, die er zu bestreiten hatte, und landete nur auf dem 9. Platz.
Besser lief es wieder für ihn bei der Weltmeisterschaft 1951 in Helsinki, der ersten Weltmeisterschaft, die für Amateurringer im freien Stil veranstaltet wurde. In Helsinki besiegte Lardon den starken Iraner Ahmet Vafadar und den finnischen Meister Pauli Riihimäki, unterlag aber dann überraschend dem Italiener Natale Vecchi und erneut gegen Bertil Antonsson und kam auf den guten 4. Platz.
Im Jahre 1952 nahm Willy Lardon zum zweiten Mal an Olympischen Spielen teil. Er hatte dazu in das Halbschwergewicht abtrainiert. Doch die Mühen lohnten sich nicht, denn nach einem Sieg über den Kanadier Robert Steckle verletzte sich Lardon in seinem Kampf gegen den späteren Olympiasieger Henry Wittenberg aus den USA und konnte das Turnier nicht fortsetzen.
Im Jahre 1954 zeigte Willy Lardon in einem Länderkampf Schweiz gegen Türkei noch einmal seine Fähigkeiten, als er den Silbermedaillengewinner von Helsinki im Halbschwergewicht Adil Atan klar nach Punkten besiegte.

## Internationale Erfolge als Ringer
(OS = Olympische Spiele, WM = Weltmeisterschaft, EM = Europameisterschaft, F = freier Stil, Hs = Halbschwergewicht, S = Schwergewicht, damals bis 87 kg bzw. über 87 kg Körpergewicht)
- 1937, 2. Platz, EM in München, F, S, mit Siegen über Josef Klapuch, Tschechoslowakei, und Gyula Bóbis, Ungarn, und einer Niederlage gegen Kurt Hornfischer, Deutschland
- 1946, 2. Platz, EM in Stockholm, F, S, mit Siegen über Veikko Peräkorpi, Finnland, und Mehmet Çoban, Türkei, und einer Niederlage gegen Bertil Antonsson, Schweden
- 1948, 9. Platz, OS in London, F, S, nach Niederlagen gegen Gyula Bobis und Sadik Esen, Türkei
- 1951, 4. Platz, WM in Helsinki, F, S, mit Siegen über Ahmet Vafadar, Iran, und Pauli Riihimäki, Finnland, und Niederlagen gegen Natale Vecchi, Italien, und Bertil Antonsson
- 1952, unpl., OS in Helsinki, F, Hs, nach Sieg über Robert Steckle, Kanada, und Niederlage gegen Henry Wittenberg, USA, Aufgabe wegen Verletzung

## Erfolge als Schwinger
Willy Lardon gewann in seiner Karriere über zwanzig Schwingfeste (Turniere) in der Schweiz. Seine grössten Siege waren die von 1937 in Lausanne (Schwingerkönig) und 1943 in Zug (Schwingerkönig). 1945 in Bern wurde er Erstgekrönter gemeinsam mit Peter Vogt.